# آیرویندل (کالیفرنیا)
آیرویندل (به انگلیسی: Irwindale) شهری در شهرستان لس‌آنجلس، کالیفرنیا ایالت کالیفرنیا است که در سرشماری سال ۲۰۱۰ میلادی، ۱۴۲۲ نفر جمعیت داشته‌است.